# حوضه آرتزین بزرگ
حوضه آرتزین بزرگ (به انگلیسی: Great Artesian Basin) در کوئینزلند استرالیا بزرگ‌ترین و ژرف‌ترین حوضه آرتزینی دنیا است که پهنه‌ای به مساحت ۱٬۷۰۰٬۰۰۰ کیلومتر مربع (اندکی بزرگ‌تر از وسعت ایران) و دمای بین ۳۰ تا ۱۰۰ درجه سلسیوس را می‌پوشاند. این حوضه تنها منبع آب شیرین در بخش بزرگی از سرزمین‌های داخلی استرالیا است.
حوضه آرتزین بزرگ حدود ۲۳٪ از مساحت قاره استرالیا را به خود اختصاص داده که شامل ایالت‌های کوئینزلند (بخش اعظم آن)، قلمرو شمالی (گوشه جنوب شرقی آن)، استرالیای جنوبی (بخش شمال شرقی آن) و ولز جنوبی نو (بخش شمالی آن) می‌شود. ژرفای حوضه در برخی نقاط به ۳٬۰۰۰ متر می‌رسد و حجم آب‌های زیرزمینی آن ۶۴٬۹۰۰ کیلومتر مکعب برآورد شده‌است.